# Кантареле (Потенца)
Кантареле (итал. Cantarelle) је насеље у Италији у округу Потенца, региону Базиликата.
Према процени из 2011. у насељу је живело 26 становника. Насеље се налази на надморској висини од 743 м.